# III edició dels Premis Sur
Els guanyadors de la 3a edició dels Premis Sur que van ser lliurats en la cerimònia realitzada 15 de desembre de 2008 a l’Hotel Four Seasons de la ciutat de Buenos Aires presentada per Graciela Borges i Axel Kutchevasky són els següents:

## Premis
- Millor Pel·lícula de Ficció: La mujer sin cabeza de Lucrecia Martel
- Millor Pel·lícula Documental: La próxima estación de Fernando Solanas
- Millor Opera Prima: Cordero de Dios de Lucía Cedrón
- Millor Direcció: Lucrecia Martel per La mujer sin cabeza
- Millor Actru Protagònica: Valeria Bertuccelli per Un novio para mi mujer
- Millor Actor Protagònico: Oscar Martínez per El nido vacío
- Millor Actriu de Repartiment: Malena Solda per Cordero de Dios
- Millor Actor de Repartiment: Juan Minujín per Cordero de Dios
- Millor Actriu Revelació: Martina Gusmán per Leonera
- Millor Actor Revelació: Hernán Piquín per Aniceto
- Millor Guió Original: Lucrecia Martel per La mujer sin cabeza
- Millor Guió Adaptat: Leonardo Favio, Rodolfo Mórtola i Verónica Muriel per Aniceto
- Millor Fotografia: Alejandro Giuliani per Aniceto
- Millor Muntatge: Alejandro Brodersohn per El nido vacío
- Millor Direcció artística: Andrés Echeveste per Aniceto
- Millor Disseny de Vestuari: Mónica Toschi per Aniceto
- Millor Música Original: Iván Wyszograd per Aniceto
- Millor So: Iván Wyszograd per Aniceto
- Millor Pel·lícula Estrangera: 4 luni, 3 saptamini si 2 zile de Cristian Mungiu
- Millor Maquillatge i caracterització: Marisa Amenta per Aniceto